# (100255) 1994 SJ5
(100255) 1994 SJ5 es un asteroide perteneciente al cinturón de asteroides, descubierto el 28 de septiembre de 1994 por el equipo del Spacewatch desde el Observatorio Nacional de Kitt Peak, Arizona, Estados Unidos.

## Designación y nombre
Designado provisionalmente como 1994 SJ5.

## Características orbitales
1994 SJ5 está situado a una distancia media del Sol de 2,574 ua, pudiendo alejarse hasta 2,933 ua y acercarse hasta 2,215 ua. Su excentricidad es 0,139 y la inclinación orbital 11,64 grados. Emplea 1508 días en completar una órbita alrededor del Sol.

## Características físicas
La magnitud absoluta de 1994 SJ5 es 16,2. Tiene 3,215 km de diámetro y su albedo se estima en 0,068.